# Емінгтон (Іллінойс)
Емінгтон (англ. Emington) — селище (англ. village) в США, в окрузі Лівінґстон штату Іллінойс. Населення — 101 особа (2020).

## Географія
Емінгтон розташований за координатами 40°58′13″ пн. ш. 88°21′28″ зх. д. / 40.97028° пн. ш. 88.35778° зх. д. (40.970190, -88.357794).  За даними Бюро перепису населення США в 2010 році селище мало площу 0,29 км², уся площа — суходіл.

## Демографія
Згідно з переписом 2010 року, у селищі мешкало 117 осіб у 42 домогосподарствах у складі 27 родин. Густота населення становила 397 осіб/км².  Було 51 помешкання (173/км²).
Расовий склад населення:
| - 93,2 % — білих - 6,0 % — азіатів - 0,9 % — корінних американців |

До двох чи більше рас належало 0,0 %. Частка іспаномовних становила 0,9 % від усіх жителів.
За віковим діапазоном населення розподілялося таким чином: 32,5 % — особи молодші 18 років, 63,2 % — особи у віці 18—64 років, 4,3 % — особи у віці 65 років та старші. Медіана віку мешканця становила 28,9 року. На 100 осіб жіночої статі у селищі припадало 120,8 чоловіків;  на 100 жінок у віці від 18 років та старших — 102,6 чоловіків також старших 18 років.
Середній дохід на одне домашнє господарство  становив 43 214 долари США (медіана — 39 167), а середній дохід на одну сім'ю — 46 368 доларів (медіана — 50 000). За межею бідності перебувало 20,7 % осіб, у тому числі 16,0 % дітей у віці до 18 років та 60,0 % осіб у віці 65 років та старших.
Цивільне працевлаштоване населення становило 43 особи. Основні галузі зайнятості: науковці, спеціалісти, менеджери — 27,9 %, оптова торгівля — 9,3 %, мистецтво, розваги та відпочинок — 9,3 %.